# Rynkatorpa
Rynkatorpa is een geslacht van zeekomkommers uit de familie Synaptidae.

## Soorten
- Rynkatorpa albatrossi (Fisher, 1907)
- Rynkatorpa bicornis (Sluiter, 1901)
- Rynkatorpa bisperforata (H.L. Clark, 1938)
- Rynkatorpa challengeri (Théel, 1886)
- Rynkatorpa coriolisi Smirnov, 1997
- Rynkatorpa duodactyla (Clark, 1908)
- Rynkatorpa felderi Pawson & Vance, 2005
- Rynkatorpa gibbsi Rowe, 1977
- Rynkatorpa hickmani Rowe & Pawson, 1967
- Rynkatorpa pawsoni Martin, 1969
- Rynkatorpa sluiteri (Fisher, 1907)
- Rynkatorpa timida (Koehler & Vaney, 1905)
- Rynkatorpa uncinata (Hutton, 1872)